# Cirrhaea longiracemosa
Cirrhaea longiracemosa là một loài thực vật có hoa trong họ Lan. Loài này được Hoehne mô tả khoa học đầu tiên năm 1933.